# Bolivia en el Festival de la OTI

Bolivia comienza sus participaciones en el Festival de la OTI en la primera edición, en Madrid en 1972, con el tema interpretado por Arturo Quezada No volveré a pasar por allí, composición de los españoles Ramón Arcusa y Manuel de la Calva, el Dúo Dinámico. Esta fue la primera canción de la historia del Festival OTI en ser interpretada en el mismo concurso.
La mejor clasificación alcanzada por Bolivia fue el 6º puesto gracias a la canción Para poder hablar de amor, defendida por Gilka Gutiérrez en 1994.
Otros representantes bolivianos destacados en el Festival OTI Internacional fueron Milton Cortez (Como dos enamorados, 1989) o Adrián Barrenechea (El jardín de los sueños, 1993).
La delegación boliviana nunca alcanzó el podio final ni tampoco organizó ninguna edición internacional de la OTI. Cierto es que, pese a ser fundador del certamen, el país intervino en 19 de los 28 festivales OTI. Hay que significar sus ausencias en los años 1976-79, 1981, 1983-85 y 1990.

## Participaciones de Bolivia en el Festival de la OTI
| Año  | Sede           | Artista                 | Canción                     | Director orquesta         | Lugar | Pts |
| ---- | -------------- | ----------------------- | --------------------------- | ------------------------- | ----- | --- |
| 2000 | Acapulco       | Micaela                 | Destino                     |                           | -     | -   |
| 1998 | San José       | Fabio Zambrana          | El canto de las aves        |                           | -     | -   |
| 1997 | Lima           | Cryssel Bolívar         | El lugar donde te amé       |                           | -     | -   |
| 1996 | Quito          | Huáscar Bolívar Vallejo | Has estado con él           | Claudio Jácome            | -     | -   |
| 1995 | San Bernardino | Denise Rivera           | Adiós a mi tierra           | Fernando Sancho           | -     | -   |
| 1994 | Valencia       | Gilka Gutiérrez         | Para poder hablar de amor   | José Fabra                | 6°    | 8   |
| 1993 | Valencia       | Adrián Barrenechea      | El jardín de los sueños     | César Scotta              | -     | -   |
| 1992 | Valencia       | Erick Ocampo Linares    | Eternamente amada           | José Fabra                | -     | -   |
| 1991 | Acapulco       | Grupo Solocanto         | No eres ya tú               | César Scotta              | -     | -   |
| 1989 | Miami          | Milton Cortez           | Como dos enamorados         |                           | -     | -   |
| 1988 | Buenos Aires   | Mimi                    | Sólo un despertar           | Nicolás Suárez Eyzaguirre | 14°   | 0   |
| 1987 | Lisboa         | Hombre Nuevo            | Utopía                      | Charly Barrionuevo        | -     | -   |
| 1986 | Santiago       | Carlos Alejandro Suárez | Para tocar lo más profundo  | Javier Jorquera           | -     | -   |
| 1982 | Lima           | Raúl Menacho            | Hay un nuevo día para ti    | Luis Neves                | 20°   | 1   |
| 1980 | Buenos Aires   | Susana Joffré           | Qué suerte... qué pena      | René Calderón Cortés      | 22°   | 0   |
| 1975 | San Juan       | Óscar Roca              | Por esas cosas te amo       | Lito Peña                 | 17°   | 0   |
| 1974 | Acapulco       | Jenny                   | Los muros                   | Javier Jorquera           | 14°   | 2   |
| 1973 | Belo Horizonte | Arturo Quezada          | No sé vivir sin ti          | Iván Pablo                | 14°   | 1   |
| 1972 | Madrid         | Arturo Quezada          | No volveré a pasar por allí | Eddy Guerin               | 10°   | 3   |